# Júlio Viveiros
Júlio Costa de Viveiros, mais conhecido como Júlio Viveiros, (São Luís, 30 de setembro de 1929 – Belém, 15 de março de 1987) foi um engenheiro civil e político brasileiro outrora deputado federal pelo Pará.

## Dados biográficos
Filho de Francisco de Viveiros e Camélia Costa de Viveiros. Graduado em Engenharia Civil na Universidade Federal do Pará em 1955, com especialização em Engenharia Rodoviária pela Escola Politécnica da Universidade Federal do Rio de Janeiro, em Geologia Rodoviária e Pavimentação no Instituto de Pesquisas Rodoviárias vinculado ao Departamento Nacional de Estradas de Rodagem (DNER), pavimentação em asfalto no estado de São Paulo em 1959 e de estradas de rodagem nos Estados Unidos em 1966.
Oriundo do PSD, filiou-se ao MDB devido ao bipartidarismo imposto pelo Regime Militar de 1964 e nesta legenda foi eleito deputado estadual pelo Pará em 1966 e deputado federal em 1970 e 1974. Derrotado ao disputar um mandato de senador numa sublegenda do MDB em 1978, foi substituído em Brasília por sua esposa, Lúcia Viveiros. Com o retorno ao pluripartidarismo em 1980, o casal filiou-se ao PP por divergências políticas com Jader Barbalho, que comandava o PMDB no estado. Ante a incorporação entre as duas legendas no final de 1981, Júlio Viveiros e Lúcia Viveiros ingressaram no PDS, sendo que ela foi reeleita deputada federal em 1982 e ele perdeu a eleição para prefeito de Belém para Coutinho Jorge em 1985.